# Céphalométrie
 (mars 2023).
Si vous disposez d'ouvrages ou d'articles de référence ou si vous connaissez des sites web de qualité traitant du thème abordé ici, merci de compléter l'article en donnant les références utiles à sa vérifiabilité et en les liant à la section « Notes et références ».

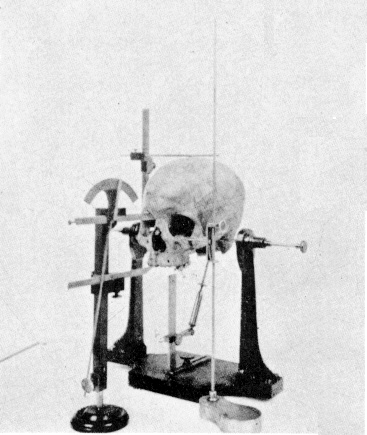
Appareil de mesure du crâne de 1902.

La céphalométrie est un processus d'analyse crânienne. Grâce à elle, il est possible de calculer les différentes distances entre chaque partie du crâne. Son but est de détecter tout problème invisible sur le patient. La céphalométrie est un procédé de radiologie généralement tri-dimensionnelle.

## Spécialité du monde orthodontique
La céphalométrie est très utilisée par les orthodontistes pour analyser chaque patient. Des tracés sont paramétrés sur les radios pour prévoir le traitement directement sur la forme de visage du patient. 